# سویت (داکوتای جنوبی)
سویت (به انگلیسی: Swett) یک منطقهٔ مسکونی در ایالات متحده آمریکا است که در شهرستان بنت، داکوتای جنوبی واقع شده‌است. سویت ۱٬۰۱۹ متر بالاتر از سطح دریا واقع شده‌است.